# Wishard Memorial Hospital
Het Wishard Memorial Hospital is een van de oudste ziekenhuizen in Indianapolis. Het ziekenhuis werd in 1885 geopend als een reactie op de infectieziekte pokken. Gedurende de Amerikaanse Burgeroorlog werd het ziekenhuis gebruikt door het leger van de Unie om gewonde militairen te verzorgen. Na de oorlog werd het ziekenhuis weer voor de rest van de samenleving beschikbaar. Het ziekenhuis is vernoemd naar Dr. William N. Wishard, een vooraanstaand arts in Indianapolis.
Het ziekenhuis wordt beheerd door de Health and Hospital Corporation of Marion County, een gemeentelijk bedrijf van de staat Indiana. 
Het personeel bestaat uit vaste (wetenschappelijke) staf, artsen in opleiding en studenten van de Indiana University School of Medicine.